# Тихонова (деревня)
Тихонова — деревня  в Байкаловском районе Свердловской области. Входит в состав Краснополянского сельского поселения. Управляется Шадринским сельским советом.

## География
Населённый пункт расположен на правом берегу реки Шавушка в 23 километрах на северо-запад от районного центра — села Байкалово.

### Часовой пояс
Тихонова, как и вся Свердловская область, находится в часовой зоне МСК+2. Смещение применяемого времени относительно UTC составляет +5:00.

## Население
| 2002 | 2010 | 2021 |
| ---- | ---- | ---- |
| 142  | ↘120 | ↘105 |

## Инфраструктура
Деревня разделена на две улицы (Пионерская, Солнечная).